# Zeeheldenbuurt (Groningen)
De Zeeheldenbuurt is een wijk in het zuidwesten van de stad Groningen. De wijk ligt ten westen van de Paterswoldseweg, ten noorden van de spoorlijn Groningen-Leeuwarden en ten zuiden van het Hoendiep.
De belangrijkste wegen zijn de Peizerweg en de Paterswoldseweg. Alle straten in de wijk zijn vernoemd naar (Nederlandse) zeehelden, te weten admiraal De Ruyter, Jan van Galen, Van Wassenaer, Van Heemskerck, Van Brakel, Van Speyk, De With, Tasman en Van der Does.
In het hart van de Zeeheldenbuurt ligt het Van Brakelplein. Daarbinnen ligt de Van Brakelvijver, die wordt omringd door openbaar groen en oude bomen. In de vijver komen meerkoeten, futen, eenden en kikkers voor. Wanneer er geen vogels broeden spuit van mei tot oktober een fontein vanuit de vijver omhoog.

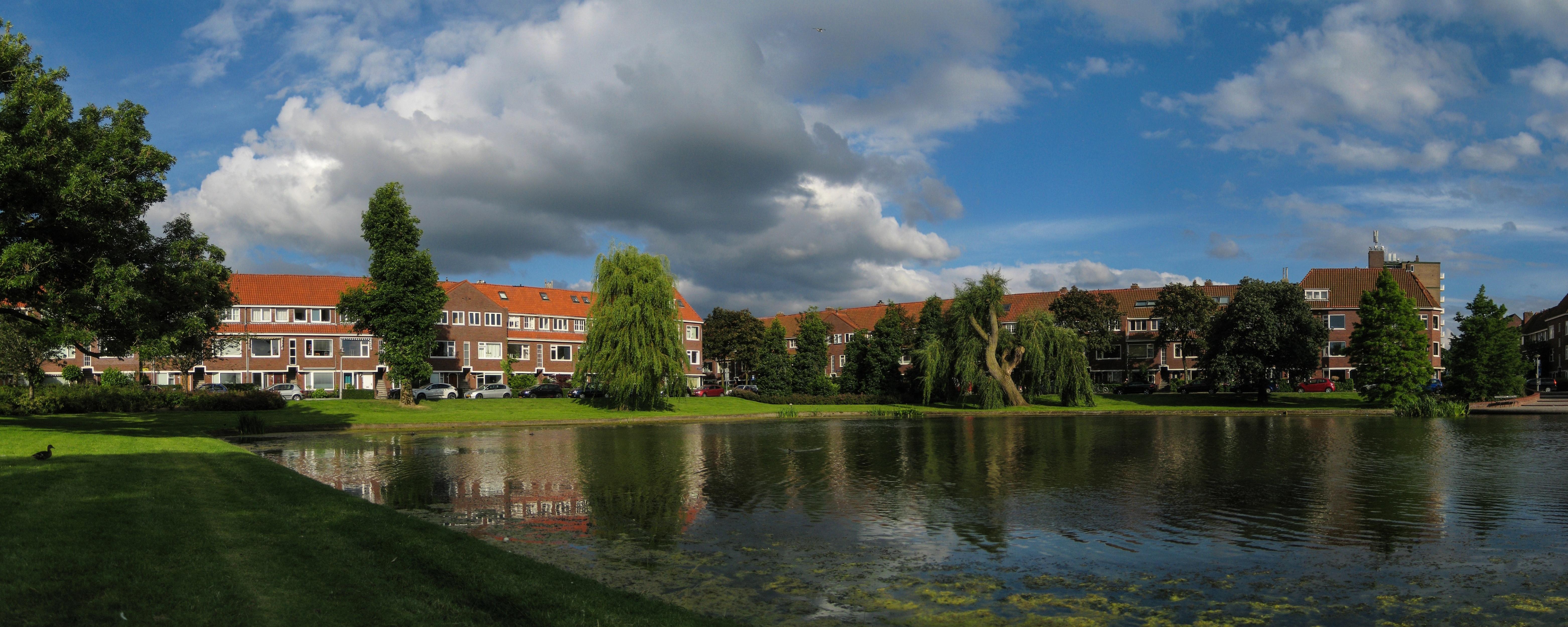
De vijver aan het Van Brakelplein (2014)